# Xã Weisenberg, Quận Lehigh, Pennsylvania
Xã Weisenberg (tiếng Anh: Weisenberg Township) là một xã thuộc quận Lehigh, tiểu bang Pennsylvania, Hoa Kỳ. Năm 2010, dân số của xã này là 4.923 người.